# La Ondo de Esperanto
La Ondo de Esperanto (с эсп. — «Волна эсперанто») — журнал на эсперанто, издававшийся в России с 1909 по 1917 год (Москва) Александром Сахаровым. Издание журнала было возобновлёно в 1991 г. Александром Корженковым и Галиной Горецкой, первоначально в Екатеринбурге, с 2001 г. в Калининграде. С 1997 г. выходил ежемесячно на 24 страницах А4 с ежегодным литературным приложением, с 2020 года сократил число номеров до четырёх в год и распространяется только в электронном виде. 
Журнал публикует материалы о событиях в мире, связанных с эсперанто. В рубрике «Трибуна» обсуждаются проблемы эсперанто-сообщества и мировой политики.
Кроме того, в каждом номере печатается оригинальная и переводная художественная литература, рецензии на новые книги и диски, статьи по истории и лингвистике.
Регулярно проводятся интеллектуальные конкурсы, есть уголок юмора.
Ежегодно редакция определяет «Эсперантиста года», в голосовании участвуют эксперты из многих стран мира.